# Vostotxni (Rassvet)
|  | Per a altres significats, vegeu «Vostotxni». |

Vostotxni –Восточный (rus)– és un possiólok del krai de Krasnodar, a Rússia. Es troba a les terres baixes de Kuban-Azov, a 16 km al sud de Staromínskaia ia 150 km al nord de Krasnodar, la capital del territori.
Pertany al possiólok de Rassvet.